# Linstead Magna
Linstead Magna is een civil parish in het bestuurlijke gebied Suffolk Coastal, in het Engelse graafschap Suffolk. In 2001 telde het dorp 55 inwoners.